# جوني هال
جوني هال (بالإنجليزية: Johnny Hall)‏ هو لاعب كرة قدم أمريكية أمريكي، ولد في 14 ديسمبر 1916 في كوفمان في الولايات المتحدة، وتوفي في 7 ديسمبر 1996.

## وصلات خارجية
- جوني هال على موقع مرجع كرة القدم المحترفة.كوم (الإنجليزية)